# Polyommatus lucina
Polyommatus lucina är en fjärilsart som beskrevs av Grum-grshimailo 1902. Polyommatus lucina ingår i släktet Polyommatus och familjen juvelvingar. Inga underarter finns listade i Catalogue of Life.